# کوبت
کوبُت (انگلیسی: Cubot) یک شرکت تولیدی در کشور چین است که در زمینه ساخت تلفن‌های هوشمند اندروید فعالیت می‌کند. دفتر اصلی این شرکت در شهر شنژن چین قرار دارد. کوبت در سال ۲۰۱۲ تأسیس شد.